# 紀元前123年
紀元前123年（きげんぜん123ねん）は、ローマ暦の年である。

## 他の紀年法
- 干支 : 戊午
- 日本
  - 開化天皇35年
  - 皇紀538年
- 中国
  - 前漢 : 元朔6年
- 朝鮮
  - 檀紀2211年
- 仏滅紀元 : 422年
- ユダヤ暦 : 3638年 - 3639年

## できごと

### ローマ
- ガイウス・グラックスが護民官に初めて立候補した。後に再選されると、紀元前133年に兄ティベリウス・グラックスの支持を得て、内政改革、農政改革に着手した。
- 執政官ガイウス・セクティウス・カルウィヌスによって、Aquae Sextiaeという名前でエクス＝アン＝プロヴァンスの街が建設された。
- Lex Acilia repetundarum法が成立した。

## 死去
- アレクサンドロス2世ザビナス：セレウコス朝の王